# Llanura europea oriental
La llanura europea oriental o la llanura rusa (en ruso: Русская равнина) es una llanura que comprende un conjunto de cuencas de ríos en Europa Oriental. Junto con la llanura nordeuropea forma la gran llanura europea. Es la parte libre de montañas más grande del paisaje europeo. 
La llanura abarca aproximadamente 4.000.000 km² y la media es de 170 metros de altura. El punto más alto, ubicado en las colinas de Valdái es de 346,9 metros sobre el nivel del mar.

## Geología
Geológicamente, hay que distinguir entre las grandes mesetas con rocas sedimentarias "jóvenes" (Fanerozoico), estratificadas y planas, y los escudos "antiguos" (Precámbrico) del continente primigenio europeo con rocas metamórficas y granitoides intensamente plegados. Entre las mesetas, la Meseta Rusa es, por mucho, la más extensa. Se extiende por aproximadamente la mitad de las tierras bajas de Europa Oriental. Sus límites en el suroeste y noroeste son el Escudo Ucraniano y el Escudo Báltico, que forman una especie de marco estable como los Montes Hull precámbricos. Al este, la enorme meseta está delimitada por los Urales, una cordillera Varisca que fue plegada y levantada de nuevo en el Terciario.
Las rocas de los escudos báltico y ucraniano se extienden a lo largo de cientos de kilómetros en el subsuelo de la meseta Rusa y forman su basamento. Las llanuras y las mesetas al suroeste del Escudo Ucranianoson mucho más extensas que la Mesa Rusa. La transición a la parte norte de la Depresión del Caspio en el sureste de las tierras bajas de Europa del Este se caracteriza por la elevación muy llamativa de la Meseta del Volga.

## Límites
- Norte: Mar Blanco, Mar de Barents, Mar de Kara, Alpes escandinavos.
- Este: Montes Urales y Depresión del Turán.
- Sur: Balcanes, Montes de Crimea, Cáucaso, Mar Negro, Mar de Azov y Mar Caspio, Meseta de Ustyurt.
- Oeste: Mar Báltico, Oder y Neisse Lusacio, Sudetes, Cárpatos (Cárpatos occidentales, Cárpatos Orientales, Cárpatos meridionales, Cárpatos Serbios).

## Subdivisiones regionales
La llanura está subdividida en un conjunto de regiones distintas, siendo las principales:
- la meseta de Valdái
- la meseta central rusa
- las mesetas del Volga
- la cuenca del río Dniéper (depresión del Dniéper)
- la depresión del mar Negro
- la depresión del mar Caspio

## Hidrografía

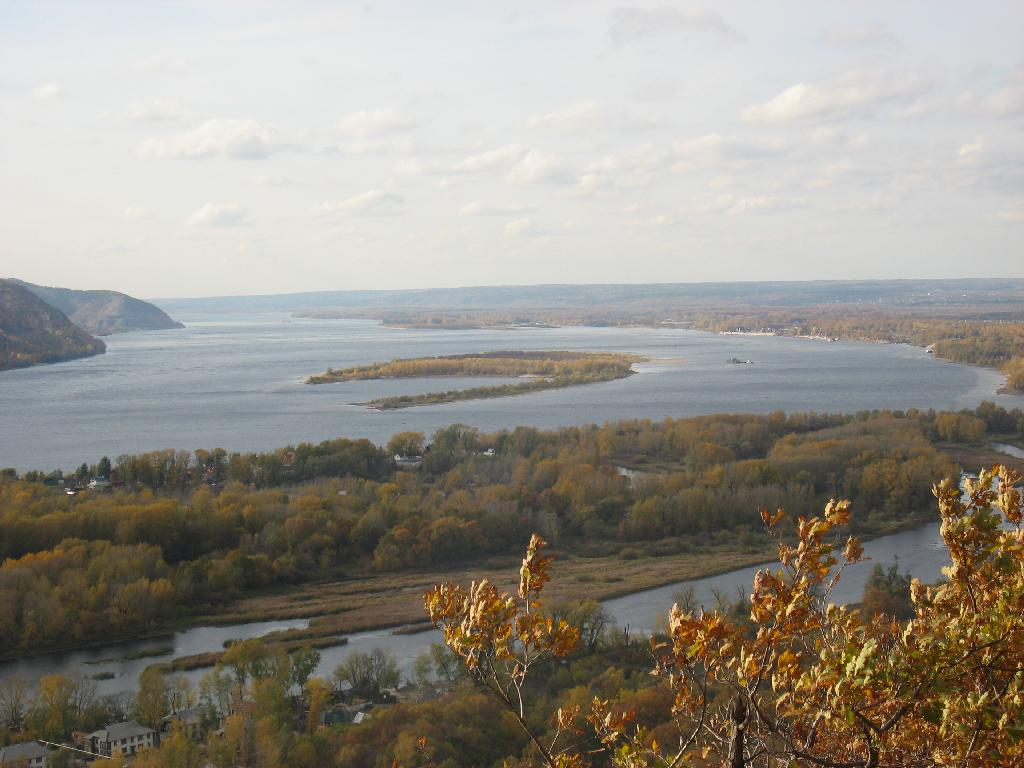
El río Volga (en Zhiguli), el río más grande de Europa.

La llanura de Europa Oriental cuenta con una red lacustre y fluvial bien desarrollada, cuya densidad y régimen cambian según las condiciones climáticas de norte a sur. En la misma dirección, cambia el grado de encharcamiento del territorio, así como la profundidad y calidad de las aguas subterráneas.

### Ríos

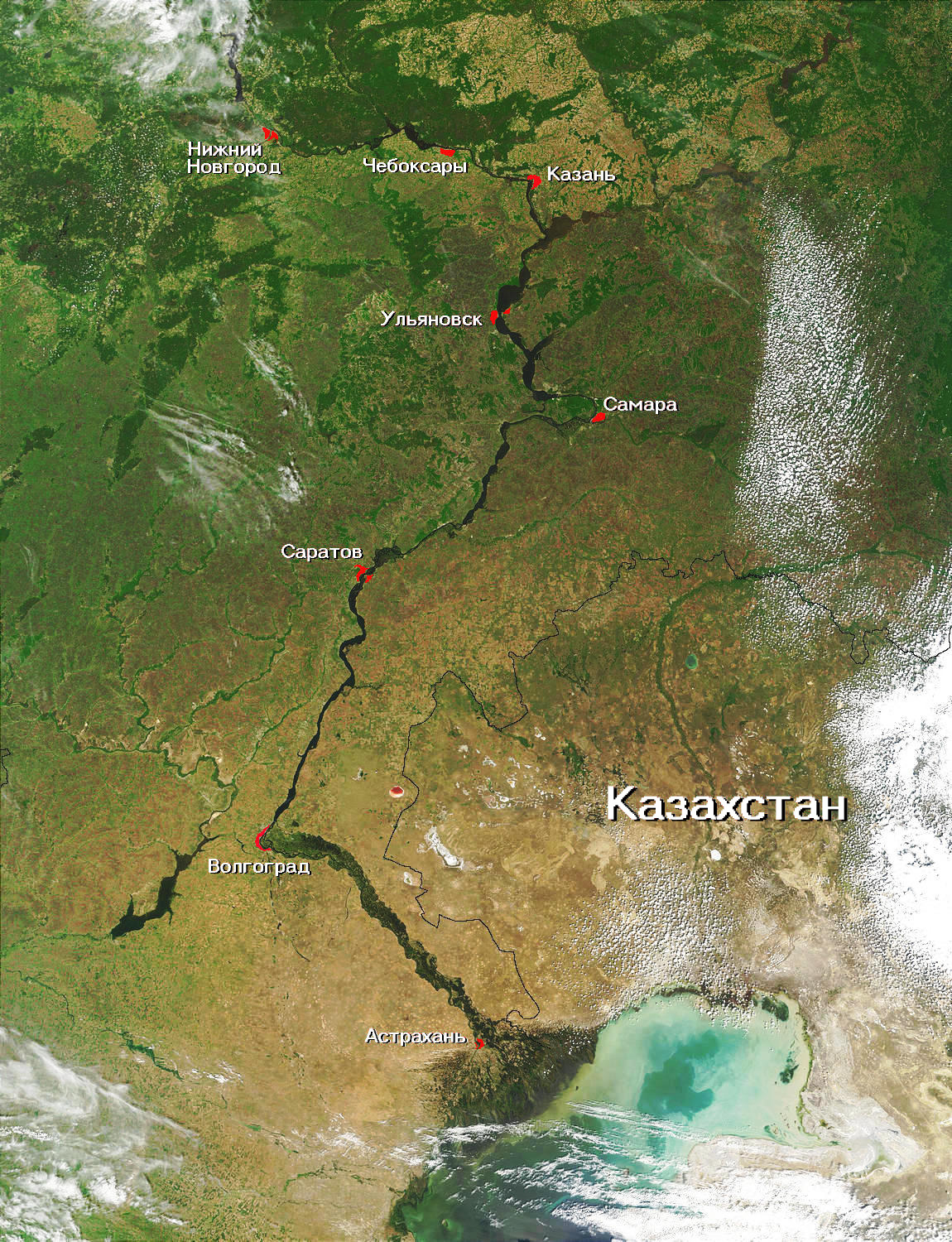
Volga medio e inferior

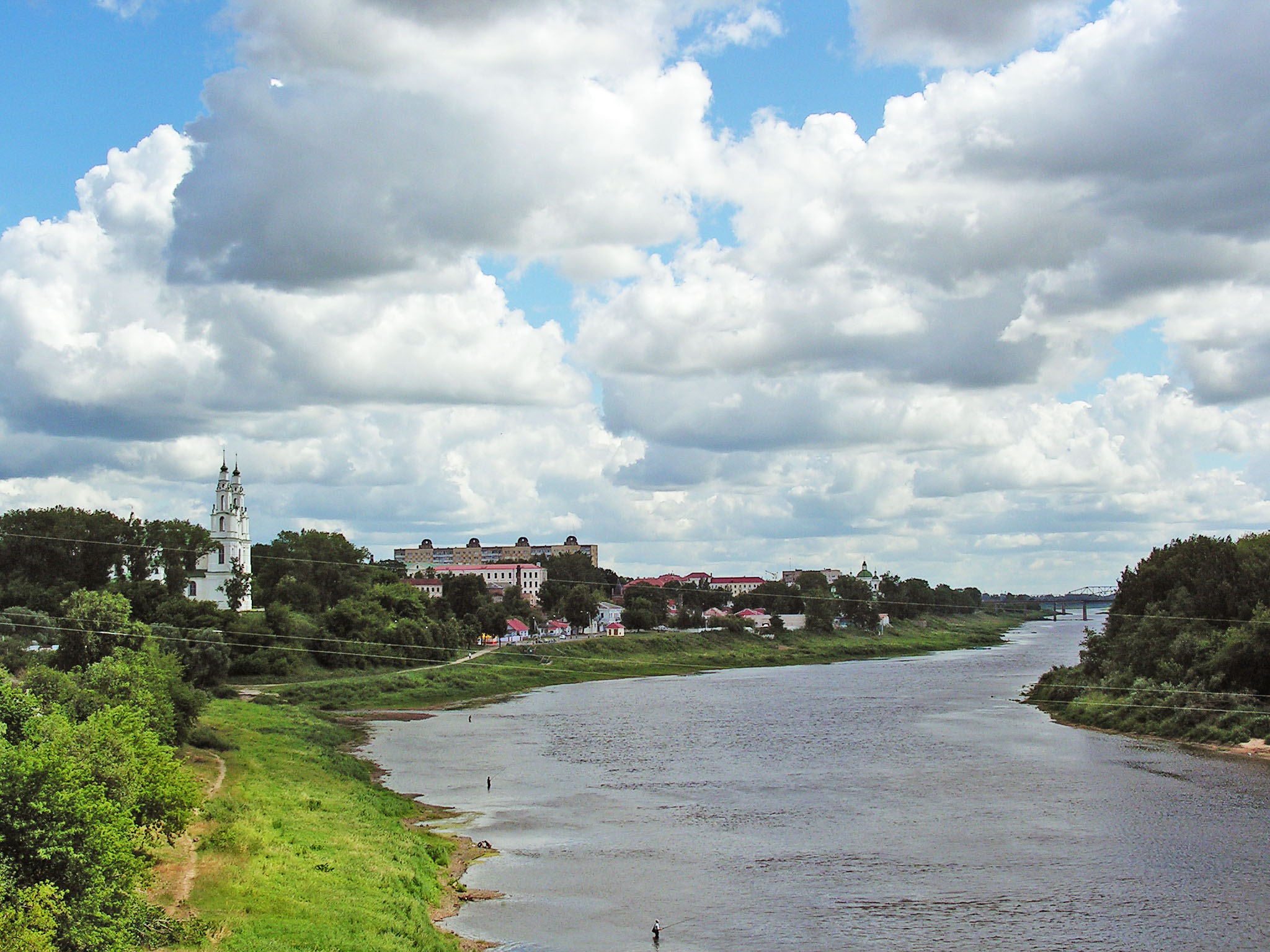
Dvina occidental (en Polotsk).

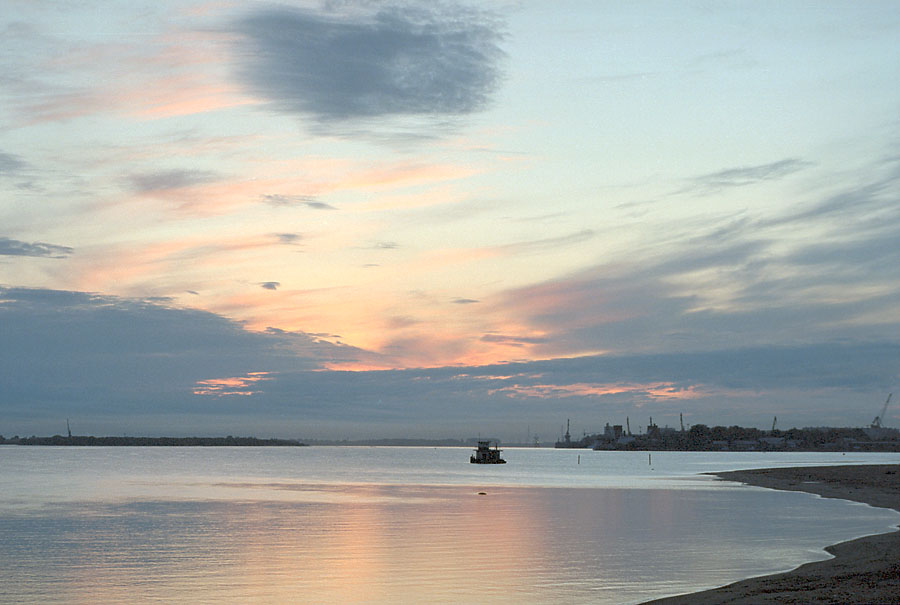
Severnaya Dvina (en Arkhangelske)

La mayoría de los ríos de la llanura de Europa Oriental tienen dos direcciones principales, norte y sur. Los ríos de la vertiente septentrional fluyen hacia el Mar de Barents, el Mar Blanco y el Mar Báltico, mientras que los ríos de la vertiente meridional se dirigen hacia el Mar Negro, el Mar de Azov y el Mar Caspio.
La principal cuenca hidrográfica entre las vertientes septentrional y meridional se extiende de oeste-suroeste a este-noreste. Atraviesa las ciénagas de Polesie, las tierras altas de Lituania-Bielorrusia y Valdai, los Uvals del Norte. La unión de cuencas más importante se encuentra en las tierras altas de Valdai. Aquí nacen el Dvina Occidental, el Dniépera y el Volga.
Todos los ríos de la llanura de Europa Oriental pertenecen al mismo tipo climático: predominantemente alimentados por la nieve con crecidas primaverales. A pesar de pertenecer al mismo tipo climático, los ríos de la vertiente norte difieren significativamente de los ríos de la vertiente sur en su régimen. Los primeros se sitúan en una zona de balance hídrico positivo, en la que las precipitaciones dominan sobre la evapotranspiración.
Con una precipitación anual de 400-600 mm en el norte de la llanura de Europa Oriental, en la zona de tundra, la evaporación real de la superficie terrestre es de 100 mm o menos; en el cinturón medio, por donde pasa la cresta de evaporación, es de 500 mm en el oeste y de 300 mm en el este. En consecuencia, la escorrentía fluvial representa aquí de 150 a 350 mm al año, es decir, de 5 a 15 l/seg por kilómetro cuadrado de superficie. La cresta de la escorrentía discurre por el interior de Karelia (la orilla norte del lago Onega), el curso medio del Dvina septentrional y el curso alto del Pechora.
Debido a la gran escorrentía, los ríos de la vertiente norte (Severnaya Dvina, Pechora, Neva, etc.]) son de gran caudal. Ocupan el 37,5% de la llanura rusa y aportan el 58% de su escorrentía total. El alto contenido en agua de estos ríos se combina con una distribución más o menos uniforme de la escorrentía a lo largo de las estaciones del año. Aunque se alimentan de nieve, provocando inundaciones en primavera, la lluvia y la alimentación de las aguas subterráneas también desempeñan un papel importante.
Los ríos de la vertiente meridional de la Llanura de Europa Oriental fluyen en condiciones de importante evaporación (500-300 mm en el norte y 350-200 mm en el sur) y escasas precipitaciones en comparación con los ríos de la vertiente septentrional (600-500 mm en el norte y 350-200 mm en el sur), lo que provoca una reducción de la escorrentía de 150-200 mm en el norte a 10-25 mm en el sur. Si expresamos la escorrentía de los ríos de pendiente sur en litros por segundo por kilómetro cuadrado de superficie, es de sólo 4-6 litros en el norte y de menos de 0,5 litros en el sureste. El pequeño tamaño de la escorrentía determina el bajo contenido en agua de los ríos de la vertiente sur y su extrema irregularidad a lo largo del año: la máxima escorrentía se produce durante el breve periodo de la crecida primaveral.

### Lagos
Los lagos están distribuidos de forma muy desigual en la llanura de Europa Oriental. Son más abundantes en la zona noroccidental, bien hidratada. La parte sudoriental de la llanura, por el contrario, carece prácticamente de lagos. Recibe pocas precipitaciones y también tiene un relieve erosivo maduro desprovisto de hondonadas cerradas. En el territorio de la Llanura Rusa pueden distinguirse cuatro zonas lacustres: la zona de lagos glaciotectónicos, la zona de lagos morrénicos, la zona de lagos de llanura aluvial y suffusion-karst, y la zona de lagos limánicos.
Región lacustre glaciotectónica.

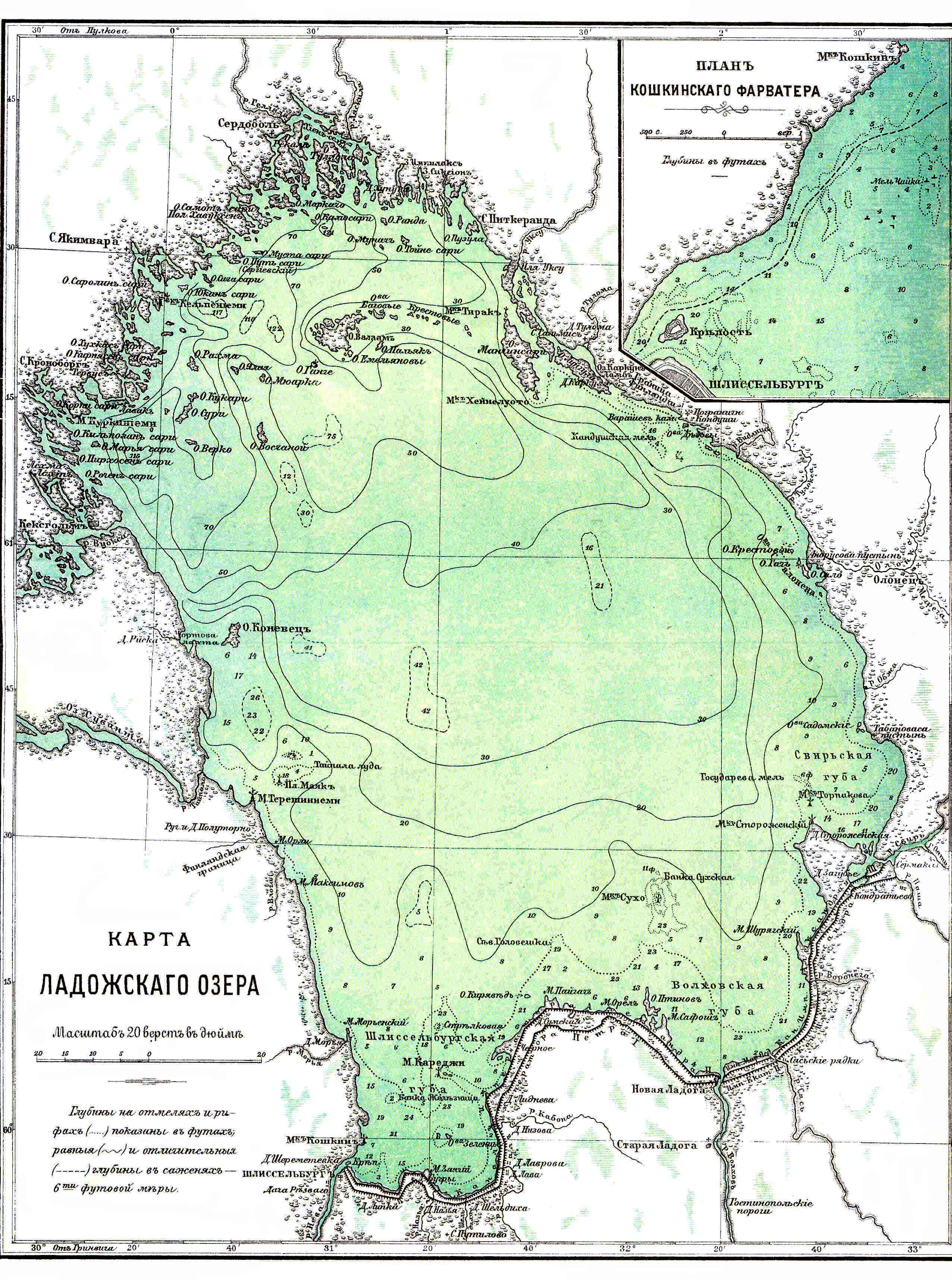
Lago Ladoga, el lago más grande de Europa.

En Karelia, Finlandia y en la Península de Kola abundan los lagos tectónicos glaciales, que forman un verdadero país lacustre. Sólo en el territorio de Karelia hay casi 44 mil lagos de tamaños que oscilan entre una hectárea y varios cientos y miles de kilómetros cuadrados. Los lagos de esta zona, a menudo grandes, están diseminados en depresiones tectónicas profundizadas y trabajadas por el glaciar. Sus orillas son rocosas, compuestas de antiguas rocas cristalinas.
Zona de lagos de morrena
La zona de lagos morrénicos coincide con la zona geomorfológica de acumulación del glaciar de Valdai. Miles de lagos pequeños y poco profundos se encuentran dispersos en las irregularidades del relieve morrénico. Los más superficiales están cubiertos de juncos, carrizos,  hornworts, osoka, los más profundos están cubiertos de splavina.
Los lagos más grandes de la región, Pskov-Chudskoe (superficie 3.650 km²) e [[Ilmen] - Ilmen]] representan restos de masas de agua glaciares más extensas del pasado.
Además de los lagos morrénicos, en esta zona se conocen otros tipos de lagos. Así, a lo largo de las costas del Mar Báltico se encuentran dispersos lagos lagunolimánicos, y en lugares donde se desarrollan rocas kársticas del Devónico (en el suroeste) y del Carbonífero (en el noreste) - lagos kársticos.
La zona de llanuras de inundación y lagos kársticos de sufusión
Las regiones centrales y meridionales del interior de la Llanura de Europa Oriental están cubiertas por la zona de llanura de inundación y lagos de suffusion-karst. Esta zona se encuentra fuera de los límites de la glaciación, excepto en el noroeste, que estuvo cubierta por la Glaciar del Dniéper. Debido al relieve erosionado bien definido, hay pocos lagos en la región. Sólo son comunes los lagos de llanura aluvial a lo largo de los valles fluviales; ocasionalmente se encuentran pequeños lagos kársticos y lagos de sufusión.

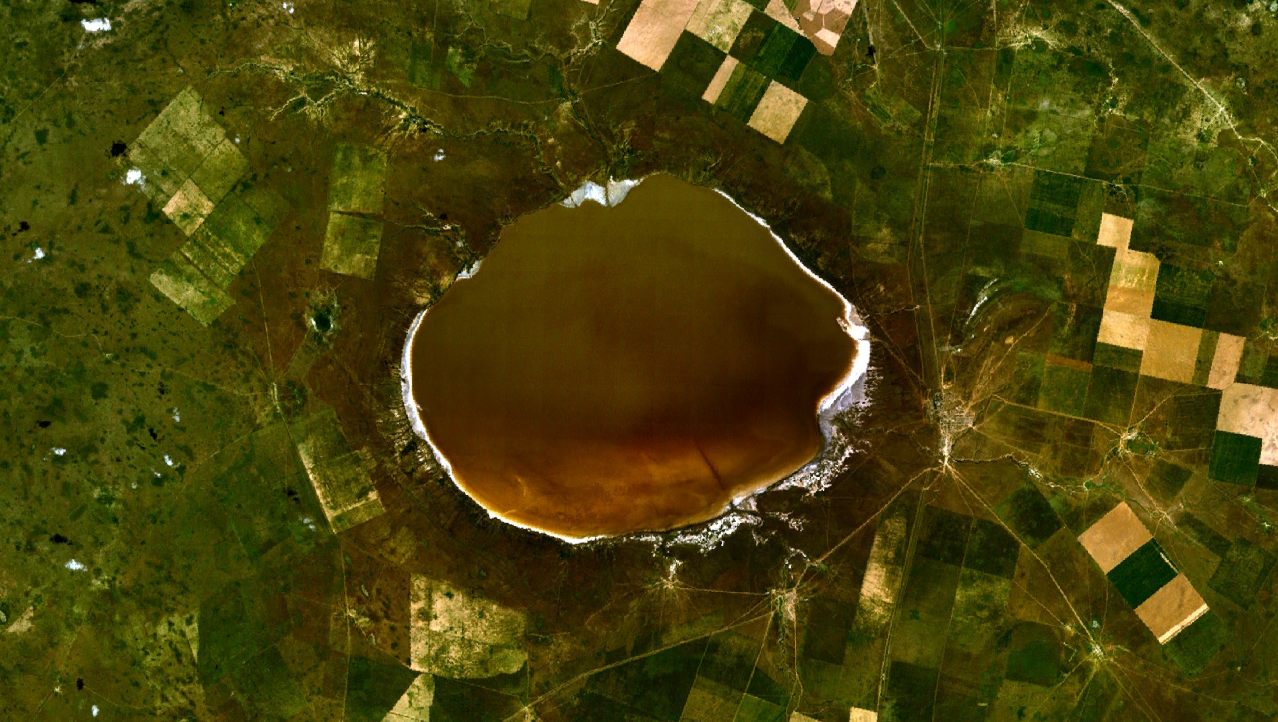
Lago Elton.

La zona de los lagos limánicos
La zona de los lagos limánicos se encuentra en el territorio de dos tierras bajas costeras - Prichernomorskaya y Pricaspio. Por limanes se entienden aquí lagos de distinto origen. Los limanes de la llanura del Mar Negro representan bahías marinas (en el pasado desembocaduras de ríos), separadas del mar por escollos arenosos. Los limans, o ilmens, de la [[Llanura Precaspiana]/Lanura Precaspiana]] son depresiones mal formadas que se llenan de agua de los ríos que fluyen hacia ellos en primavera, y en verano se convierten en marismas, solonchaks, o campos de henos.

### Aguas subterráneas
Las aguas subterráneas están muy extendidas por toda la Llanura de Europa Oriental, formando la Región Artesiana de la Plataforma de Europa Oriental. Las depresiones del basamento sirven de depósitos para la acumulación de aguas de diversas cuencas artesianas. Dentro de Rusia se identifican tres cuencas artesianas de primer orden: Rusa Media, Rusa Oriental y Precaspiana. Dentro de ellas hay cuencas artesianas de segundo orden: Moskovsky, Sursko-Khopyorsky, Volgo-Kamsky, Preuralsky, etc. Una de las mayores es la cuenca Moskovski, confinada en la sineclisis del mismo nombre, que contiene agua a presión en calizas carboníferas fracturadas.
La composición química y la temperatura de las aguas subterráneas cambian con la profundidad. Las aguas dulces no superan los 250 m de espesor, y su mineralización aumenta con la profundidad. De las aguas dulces hidrocarbonadas se pasa a las salobres y salinas sulfatadas y cloruradas, y por debajo a las salmueras cloruradas, las salmueras sódicas y, en las partes más profundas de la cuenca, a las salmueras cálcico-sódicas. La temperatura aumenta y alcanza un máximo de unos 70 °C a profundidades de 2 km en el oeste y 3,5 km en el este.

## Países
- Rusia
- Estonia
- Letonia
- Lituania
- Bielorrusia
- Ucrania
- Polonia
- Moldavia
- Kazajistán (parte europea)
- Armenia

## Clima
El clima de la llanura de Europa del Este está influenciado por las características de su relieve, su ubicación geográfica en latitudes templadas y altas, así como por los territorios vecinos (Europa Occidental y Norte de Asia), el Atlántico y el Océano Ártico, y su considerable longitud de oeste a este y de norte a sur. La radiación solar total anual en el norte de la llanura, en la cuenca del Pechora, alcanza los 2700 mJ/m² (65 kcal/cm²) en el norte, y los 4800-5050 mJ/m² (115-120 kcal/cm²) en el sur, en las tierras bajas del pre-Caspio.
El relieve suave de la llanura favorece la libre transferencia de las masas de aire. La llanura de Europa del Este se caracteriza por el transporte de masas de aire hacia el oeste. En verano, el aire del Atlántico trae frescor y precipitaciones, mientras que en invierno trae calor y precipitaciones. Al desplazarse hacia el este, se transforma: en verano la capa de tierra se vuelve más cálida y seca, y en invierno se vuelve más fría, pero también pierde humedad. Durante la estación fría, desde diferentes partes del Atlántico entre 8 y 12 ciclones llegan a la llanura de Europa del Este. A medida que se desplazan hacia el este o noreste, se produce un cambio brusco en las masas de aire, lo que promueve el calentamiento o el enfriamiento. Con la llegada de los ciclones del suroeste, el aire cálido procedente de latitudes subtropicales invade el sur de la llanura. Entonces, en enero, la temperatura del aire puede umentar hasta +5...+7 °C. El clima continental general aumenta desde el oeste y noroeste hacia el sur y sureste.
Los ciclones del Atlántico Norte y Suroeste Ártico favorecen la transferencia de masas de aire frío. Entran por la parte trasera del ciclón y luego el aire ártico penetra mucho más al sur de la llanura. El aire ártico también fluye libremente a lo largo de la periferia oriental deanticiclones, desplazándose lentamente desde el noroeste. Los anticiclonesse repiten con frecuencia en el sureste de la llanura, provocados por la influencia del Alto Asiático. Contribuyen a la invasión de masas de aire continentales fríos de latitudes templadas, al desarrollo del enfriamiento por radiación en tiempo nublado, a las bajas temperaturas del aire y a la formación de una capa de nieve fina y estable.
La posición de las isotermas de enero en la mitad norte de la llanura de Europa del Este es sumergible, lo que se asocia con una mayor frecuencia de ocurrencia en el Regiones occidentales del aire atlántico y su menor transformación. La temperatura media de enero en la zona de Kaliningrado es de −4 °C, en la parte occidental del compacto territorio de Rusia alrededor de −10 °C, y en el noreste −20 °C. En la parte sur del país, las isotermasse desvían hacia el sureste, ascendiendo a −5...−6 °C en la zona del bajo alcances de Don y Volga.
En verano, en casi todas partes de la llanura, el factor más importante en la distribución de la temperatura es la radiación solar, por lo tanto, las isotermas, a diferencia del invierno, se ubican principalmente de acuerdo con la latitud geográfica. En el extremo norte de la llanura, la temperatura media en julio alcanza los +8 °C. La isoterma media de julio +20 °C pasa de Vorónezh a Cheboksary, coincidiendo aproximadamente con el límite entre bosque y bosque-estepa, y Las tierras bajas del Caspio están atravesadas por la isoterma de +24 °C.
La distribución precipitación sobre el territorio de la llanura de Europa del Este depende principalmente de factores de circulación (transporte occidental de masas de aire, posición del Frentes árticos y polares y actividad ciclónica). La parte más húmeda de la llanura es la zona entre 55-60° N. w. (Valdai y Tierras altas de Smolensk-Moscú): la precipitación anual aquí alcanza 700-800 mm en el oeste y 600-700 mm en el este.
En el norte de la llanura de Europa del Este caen más precipitaciones de las que pueden evaporarse en determinadas condiciones de temperatura. En el sur de la región climática del norte, el balance de humedad se aproxima a la neutralidad (la precipitación atmosférica es igual a la cantidad de evaporación).
El relieve tiene una influencia importante en la cantidad de precipitación: en las laderas occidentales de colinas< a i=4> hay Hay entre 150 y 200 mm más precipitaciones que las vertientes orientales y las tierras bajas sombreadas por ellas[9]. En verano, en las elevaciones de la mitad sur de la llanura rusa, la frecuencia de los tipos de tiempo lluvioso casi se duplica y al mismo tiempo disminuye la frecuencia de los tipos de tiempo seco. En la parte sur de la llanura, las precipitaciones máximas se producen en junio, y en la zona media, en julio.
En el sur de la llanura, las cantidades de precipitación anual y mensual fluctúan marcadamente, los años húmedos se alternan con los secos. EnBuguruslan (región de Orenburg), por ejemplo, según observaciones realizadas 38 años la precipitación media anual es de 349 mm, la precipitación máxima anual es de 556 mm y la mínima es de 144 mm. Las sequías son frecuentes en el sur y sureste de la llanura de Europa del Este. La sequía puede ocurrir en primavera, verano u otoño. Aproximadamente un año de cada tres resulta seco.
En invierno se forma una capa de nieve. En el noreste de la llanura, su altura alcanza los 60-70 cm y su duración es de hasta 220 días al año. En el sur, la altura de la capa de nieve disminuye a 10-20 cm y la duración de su aparición es de hasta 60 días.